# Sewalkhas
Sewalkhas è una suddivisione dell'India, classificata come nagar panchayat, di 18.434 abitanti, situata nel distretto di Meerut, nello stato federato dell'Uttar Pradesh.